# 12635 Hennylamers
12635 Hennylamers este un asteroid din centura principală de asteroizi.

## Descriere
12635 Hennylamers este un asteroid din centura principală de asteroizi. A fost descoperit pe 26 martie 1971 la Observatorul Palomar de Cornelis Johannes van Houten, Ingrid van Houten-Groeneveld și Tom Gehrels. Asteroidul prezintă o orbită caracterizată de o semiaxă mare de 3,00 ua, o excentricitate de 0,10 și o înclinație de 10,4° în raport cu ecliptica.